# Blastobasis segnella
Blastobasis segnella é uma espécie de mariposa do gênero Blastobasis pertencente à família Coleophoridae.